# Live at the Apollo
Live At The Apollo é o segundo álbum gravado ao vivo de Ben Harper e The Blind Boys of Alabama, lançado a 7 de Junho de 2005.
No concerto foram apresentadas músicas do álbum There Will Be a Light. Um DVD com o mesmo nome foi lançado posteriormente.

## Faixas
1. "11th Commandment"
2. "Well, Well, Well"
3. "I Want To Be Ready"
4. "Take My Hand"
5. "Picture of Jesus"
6. "Church House Steps"
7. "Give A Man A Home"
8. "Wicked Man"
9. "Mother Pray"
10. "I Shall Not Walk Alone"
11. "Church On Time"
12. "Where Could I Go"
13. "There Will Be A Light"
14. "Satisfied Mind"